# Zygodon novo-guinensis
Zygodon novo-guinensis är en bladmossart som beskrevs av Edwin Bunting Bartram 1942. Zygodon novo-guinensis ingår i släktet ärgmossor, och familjen Orthotrichaceae. Inga underarter finns listade i Catalogue of Life.